# Piłka nożna w Anglii (1900/1901)
Sezon 1900/1901 był 30. w historii angielskiej piłki nożnej.

## Zwycięzcy poszczególnych rozgrywek klubowych w Anglii
| Rozgrywka       | Zwycięzca         |
| --------------- | ----------------- |
| First Division  | Liverpool         |
| Second Division | Grimsby Town      |
| FA Cup          | Tottenham Hotspur |

## Rozgrywki ligowe

### First Division
|    |                         | M  | Z  | R  | P  | B+ | B- | RB    | Pkt |
| -- | ----------------------- | -- | -- | -- | -- | -- | -- | ----- | --- |
| 1  | Liverpool               | 34 | 19 | 7  | 8  | 59 | 35 | 1.686 | 45  |
| 2  | Sunderland              | 34 | 15 | 13 | 6  | 57 | 26 | 2.192 | 43  |
| 3  | Notts County            | 34 | 18 | 4  | 12 | 54 | 46 | 1.174 | 40  |
| 4  | Nottingham Forest       | 34 | 16 | 7  | 11 | 53 | 36 | 1.472 | 39  |
| 5  | Bury                    | 34 | 16 | 7  | 11 | 53 | 37 | 1.432 | 39  |
| 6  | Newcastle United        | 34 | 14 | 10 | 10 | 42 | 37 | 1.135 | 38  |
| 7  | Everton                 | 34 | 16 | 5  | 13 | 55 | 42 | 1.310 | 37  |
| 8  | Sheffield Wednesday     | 34 | 13 | 10 | 11 | 52 | 42 | 1.238 | 36  |
| 9  | Blackburn Rovers        | 34 | 12 | 9  | 13 | 39 | 47 | 0.830 | 33  |
| 10 | Bolton Wanderers        | 34 | 13 | 7  | 14 | 39 | 55 | 0.709 | 33  |
| 11 | Manchester City         | 34 | 13 | 6  | 15 | 48 | 58 | 0.828 | 32  |
| 12 | Derby County            | 34 | 12 | 7  | 15 | 55 | 42 | 1.310 | 31  |
| 13 | Wolverhampton Wanderers | 34 | 9  | 13 | 12 | 39 | 55 | 0.709 | 31  |
| 14 | Sheffield United        | 34 | 12 | 7  | 15 | 35 | 52 | 0.673 | 31  |
| 15 | Aston Villa             | 34 | 10 | 10 | 14 | 45 | 51 | 0.882 | 30  |
| 16 | Stoke City              | 34 | 11 | 5  | 18 | 46 | 57 | 0.807 | 27  |
| 17 | Preston North End       | 34 | 9  | 7  | 18 | 49 | 75 | 0.653 | 25  |
| 18 | West Bromwich Albion    | 34 | 7  | 8  | 19 | 35 | 62 | 0.565 | 22  |

### Second Division
|    |                      | M  | Z  | R  | P  | B+ | B- | RB    | Pkt |
| -- | -------------------- | -- | -- | -- | -- | -- | -- | ----- | --- |
| 1  | Grimsby Town         | 34 | 20 | 9  | 5  | 60 | 33 | 1.818 | 49  |
| 2  | Birmingham City      | 34 | 19 | 10 | 5  | 57 | 24 | 2.375 | 48  |
| 3  | Burnley              | 34 | 20 | 4  | 10 | 53 | 29 | 1.828 | 44  |
| 4  | New Brighton Tower   | 34 | 17 | 8  | 9  | 57 | 38 | 1.500 | 42  |
| 5  | Glossop North End    | 34 | 15 | 8  | 11 | 51 | 33 | 1.545 | 38  |
| 6  | Middlesbrough        | 34 | 15 | 7  | 12 | 50 | 40 | 1.250 | 37  |
| 7  | Woolwich Arsenal     | 34 | 15 | 6  | 13 | 39 | 35 | 1.114 | 36  |
| 8  | Lincoln City         | 34 | 13 | 7  | 14 | 43 | 39 | 1.103 | 33  |
| 9  | Port Vale            | 34 | 11 | 11 | 12 | 45 | 47 | 0.957 | 33  |
| 10 | Manchester United    | 34 | 14 | 4  | 16 | 42 | 38 | 1.105 | 32  |
| 11 | Leicester City       | 34 | 11 | 10 | 13 | 39 | 37 | 1.054 | 32  |
| 12 | Blackpool            | 34 | 12 | 7  | 15 | 33 | 58 | 0.569 | 31  |
| 13 | Gainsborough Trinity | 34 | 10 | 10 | 14 | 45 | 60 | 0.750 | 30  |
| 14 | Chesterfield         | 34 | 9  | 10 | 15 | 46 | 58 | 0.793 | 28  |
| 15 | Barnsley             | 34 | 11 | 5  | 18 | 47 | 60 | 0.783 | 27  |
| 16 | Walsall              | 34 | 7  | 13 | 14 | 40 | 56 | 0.714 | 27  |
| 17 | Stockport County     | 34 | 11 | 3  | 20 | 38 | 68 | 0.559 | 25  |
| 18 | Burton Swifts        | 34 | 8  | 4  | 22 | 34 | 66 | 0.515 | 20  |

M = rozegrane mecze; Z = zwycięstwa; R = remisy; P = porażki; B+ = bramki zdobyte; B- = bramki stracone; RB = stosunek bramek zdobytych do bramek straconych; Pkt = punkty